# Phil Hayes (1966)
Phil Hayes (Littlehampton, Verenigd Koninkrijk, 21 juli 1966) is een Brits acteur en muzikant. In Zwitserland, waar hij sinds 1998 woont, brak hij als droge Engelsman door met het personage Peter Tate in het satireprogramma Giacobbo/Müller.

## Biografie
Phil Hayes studeerde toneel aan de Newcastle upon Tyne Polytechnic en werkte daar onder meer met Live Theatre Co en Bruvvers. Daarna reisde hij de wereld over met Natural Theatre, Urbanauts en Cocoloco Performance.
Hij woont sinds 1998 in Zürich, Zwitserland, en werkt als vrijgevestigd kunstenaar op het gebied van theater, presentatie en muziek.
Hij werkte onder andere met Regina Wenig aan Bad Hotel in Zürich en aan de productie Mit Feldstecher und Kopfhörer - ein Performanceabend voor het Rimini Protokoll in Berlijn. In 2004 speelde hij in Japanese Cowboys en Waiting for Rod.
Van januari 2008 tot februari 2009 entertainde hij als Peter Tate in het satireprogramma Giacobbo/Müller op de Zwitserse zender SF 1. Hiermee werd hij bij het grote publiek in Zwitserland bekend.

## Werk
- 1989 Discovery, Bradford Festival: Regie
- 2002 Bad Hotel - Der Schwarze Mann
- 2003 Jerry J. Nixon - Gentleman of Rock’n’Roll, LP/CD Voodoo Rhythm Records
- 2004 Einbildung ist auch ’ne Bildung, Knarf Rellöm CD Zick Zack
- 2004 Mit Feldstecher und Kopfhörer, Performance für Rimini Protokoll, Hebbel am Ufer, Berlijn, concept en regie
- 2004 Japanese Cowboys. Ein Tanzabend
- 2005 Waiting For Rod, concept, realisatie en regie
- 2006 Houdini Die Rock’n’Roll-Show Der Letzten Befreiung
- 2007 The First Cut, concept, script en acteerrol
- 2008 Where Were We, concept en acteerrol
- 2008 The Best and the Worst of Us